# کیشیوادا دانجیری ماتسوری

کیشیوادا دانجیری ماتسوری انگلیسی: Kishiwada Danjiri Matsuri جشنواره ای است که در حدود ۳۰۰ سال پیش آغاز شده و همه ساله در روزهای ۱۴ و ۱۵ سپتامبر در کیشی‌وادا، اوساکا برگزار می‌شود. این جشن معروفترین جشن از سری جشن‌هایی است که به نام دانجوری ماتسوری شناخته می‌شوند.

## تاریخچه
این جشنواره در سال ۱۷۰۳ آغاز شد، زمانی که دایمیوی کیشیوادا، اوکابه ناگایاسو (岡 部)، در پیشگاه خدایان شینتو برای برداشت فراوان در معبد فوشیمی‌ایناری، کیوتو دعا کرد.

## خلاصه
در جشن‌هایی که نام دانجوری ماتسوری شهرت دارند، ارابه (نماد) مراسم که «دانجیری» نامیده می‌شود را برگزارکنندگان در زمان‌های معینی می‌چرخانند. بعضی اعتقاد دارند که در سال ۱۷۰۳ از معبد کیوتو فوشیمی تایشا ارواحی با وسیله ای شبیه دانجیری به قصری منتقل شده‌اند. اجرای مراسم امروزی تقلید از انتقال ارواح از معبد به قصر است. در این مراسم بیشتر از ده ارابه در خیابان‌ها به راه می‌افتند و گاهگاهی چرخانده می‌شوند اگر دو ارابه با هم برخورد کنند ممکن است افرادی زخمی شوند یا به نزاغ بینجامد و حتی ممکن است برخورد افراد تلفاتی نیز داشته باشد به همین خاطر به این مراسم «کیشیوادا کنکا ماتسوری» نیز می‌گویند که به معنی نزاع و زد و خورد کیشیوادا است. بعضی معتقدند اگر ارابه مراسم موقع حرکت و چرخاندن به خانهٔ کسی برخورد کند آن خانه ویران خواهد شد. این مراسم نسبت به سایر مراسم ژاپن تند و خشن است.